# South Wales Valleys

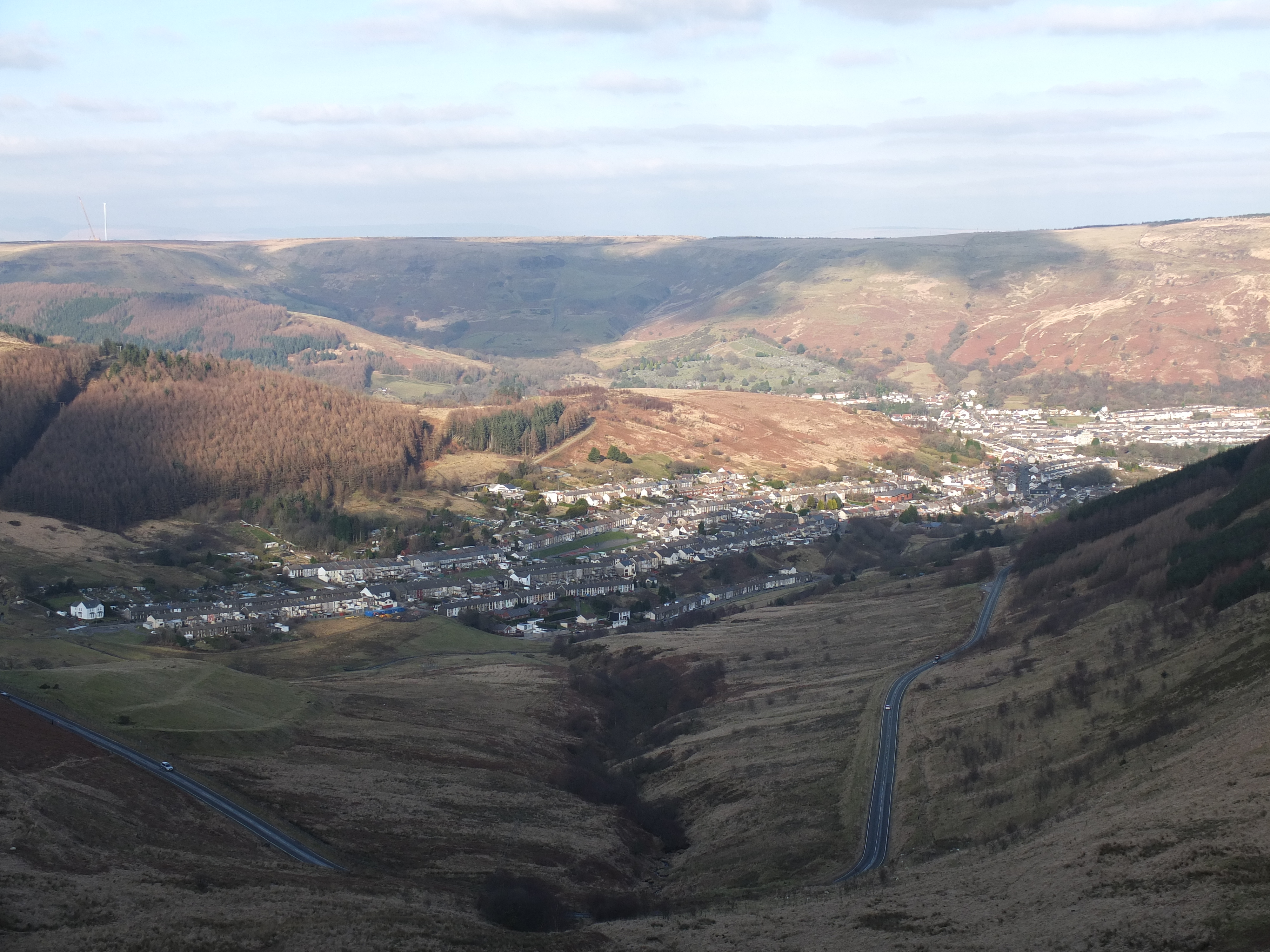
Cwmparc, in der Nähe des Rhondda Fawr.

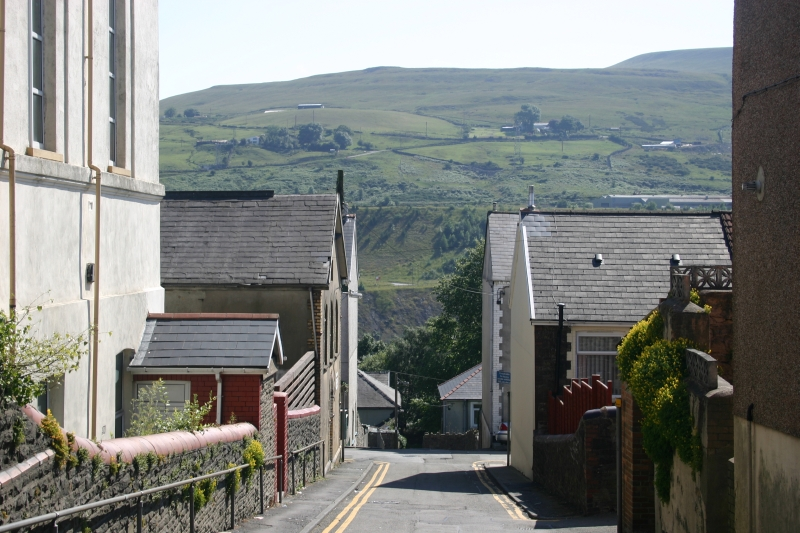
Blick von Ebbw Vale ins Ebbw Valley.

Als South Wales Valleys (walisisch Cymoedd De Cymru) oder Südwales-Täler wird eine Region in Südwales bezeichnet, die durch die frühindustrialisierten Täler charakterisiert ist. Oft wird sie nur als The Valleys (Y Cymoedd) bezeichnet. Das Gebiet erstreckt sich vom Osten Carmarthenshires im Westen bis in den Westen von Monmouthshire im Osten und von den Heads of the Valleys im Norden bis an die Grenze des tieferliegenden, durch Weidewirtschaft geprägten Country of the Vale of Glamorgan und in die Küstenebenen um Swansea Bay, Bridgend, die Hauptstadt Cardiff und Newport. Die meisten der Täler verlaufen weitgehend parallel zueinander. Die Täler von Rhondda und das Cynon Valley bilden das Zentrum der Region.

## Geschichte

### Entwicklung zur Industrieregion im 18. und 19. Jahrhundert
Im Mittelalter waren die meist engen Flusstäler nur dünn besiedelt und wurden meist nur als Weideland genutzt. Doch bereits im Mittelalter wurde in Südwales Kohle abgebaut, dazu ab dem 16. Jahrhundert in Blaenavon Eisenerz. Im 18. Jahrhundert intensivierte sich in Südwales der Kohlen- und Eisenerzbergbau, zusätzlich wurde nach Kupfer und Blei gegraben. Durch die zusätzlich verfügbare Energiequelle Wasserkraft wurden nicht nur die an der Küste gelegenen Orte wie Swansea und Aberavon Industriezentren, sondern auch in den Valleys siedelten sich neben den Bergwerken Industriebetriebe an. Die ehemals ländlichen Bergtäler entwickelten sich zu dicht besiedelten Industriezonen. Die Industrialisierung geschah dabei in zwei Phasen: Zunächst entstand in der zweiten Hälfte des 18. Jahrhunderts eine Eisen-Industrie im Nordzipfel des Gebiets, hauptsächlich durch englische Unternehmer. Dadurch war Merthyr Tydfil im Taff Valley während der ersten Hälfte des 19. Jahrhunderts ein Zentrum der Eisenverhüttung, verlor aber den technischen Anschluss und damit in der zweiten Hälfte des 19. Jahrhunderts wieder an Bedeutung. Wurden noch 1830 etwa 40 % des Eisens in Großbritannien in Südwales produziert, sank der Anteil bis 1860 auf 25 %. 1876 wurde bei Blaenavon das Thomas-Verfahren zur Stahlerzeugung erfunden, wodurch die Stadt zum Zentrum der Stahlproduktion wurde. In der zweiten Phase, von 1850 bis zum Ausbruch des Ersten Weltkrieges, wurde das South Wales Coalfield erschlossen, um Ess- und Anthrazitkohle zum Betrieb von Dampfmaschinen zu liefern. Zentren des Kohlebergbaus wurden Rhondda, Cynon, Rhymney und Taff Valley. Häufig siedelten sich weitere Industrien wie Weißblechindustrie und Kupferverhüttung an. 1860 befanden sich 15 der 18 wichtigsten britischen Kupferhütten in Südwales, davon etwa die Hälfte im Swansea Valley. Auf Kanälen und mit der Eisenbahn wurde die Kohle zu den Häfen am Bristol-Kanal transportiert, vor allem nach Cardiff, Newport und Swansea; so war die Swansea and Mumbles Railway, eröffnet 1804, eine der ersten Eisenbahn weltweit, und später auch die erste mit Personenverkehr. Vor dem Ersten Weltkrieg war Cardiff der größte Kohlenexporthafen der Welt.

### Steigende Bevölkerungszahlen
Durch Migration aus anderen Teilen von Wales und darüber hinaus stieg die Bevölkerung stark an. Die Bevölkerungszahl von ganz Wales stieg von 1,16 Mio. Einwohnern in 1851 auf über 2,52 Mio. Einwohnern 1914, von diesen lebten 1,1 Mio. Einwohner im südwalisischen Kohlerevier, weitere 600.000 Einwohner lebten in den Hafenstädten am Bristolkanal. Arbeiteten noch 1851 etwa 35 % der männlichen erwerbstätigen Bevölkerung in der Landwirtschaft und 10 % im Kohlebergbau, hatte sich dieses Verhältnis 1913 umgekehrt. Noch 1851 lebten weniger als 1000 Menschen in Rhondda, 1924 wurde mit 167.900 die höchste Einwohnerzahl erreicht. Durch die Geographie war die Urbanisierung jedoch beschränkt: Rhondda behielt den Charakter einzelner Dörfer, anstatt sich zu einer Gesamtstadt zu entwickeln. Die Einwohnerschaft im späten 19. und frühen 20. Jahrhundert war unverhältnismäßig jung und durch die Arbeitsmigration gab es überproportional viele Männer. Die neuen Gemeinden hatten extrem hohe Geburtenraten: 1840 beispielsweise waren 20 % der Bevölkerung von Tredegar jünger als sieben Jahre und Rhonddas Geburtsrate betrug 1911 36 ‰, wobei die Raten sich auf die Durchschnittszahlen des 19. Jahrhunderts in Britannien beziehen. Merthyr Tydfil am Nordende des Taff Valley wurde aufgrund der wachsenden Eisenindustrie in Dowlais und Cyfarthfa Ironworks zur größten Stadt in Wales. Das benachbarte Taff Bargoed Valley, östlich davon, wurde während der 1930er zum Zentrum heftiger industrieller und politischer Konflikte, vor allem in den Dörfern Trelewis und Bedlinog die zu den Minen Deep Navigation und Taff Merthyr gehörten.
Das Bergland mit seinen engen, tief eingeschnittenen Tälern bestimmte die Form der Bergbausiedlungen und es entstand ein 'hand and fingers'-Muster der Stadtentwicklung. Die Arbeiter errichteten langgezogene, anfangs slumartige Reihenhaussiedlungen an den Berghängen, die weder über Trinkwasser noch Kanalisation verfügten. Vielfach wurden die Siedlungen erst nach dem Ersten Weltkrieg an eine Trinkwasserversorgung angeschlossen. Erst nach dem Zweiten Weltkrieg erhielten die Wohnhäuser Elektrizität. Die katastrophalen Hygienebedingungen führten zu Cholera- und Typhusepidemien. In Verbindung mit der gefährlichen Arbeit in den Bergwerken betrug die durchschnittliche Lebenserwartung Mitte des 19. Jahrhunderts in Südwales nur 42 Jahre. In den Bergwerken kam es häufig zu schweren Grubenunglücken. 1867 und 1869 kam es im Bergwerk von Ferndale innerhalb von zwei Jahren zu zwei schweren Grubenunglücken, bei denen 231 Menschen ums Leben kamen. 1913 kam es in Senghenydd zum bislang schwersten britischen Grubenunglück, bei dem 440 Menschen starben. Der Bergbau und die Industrialisierung hatten gravierende Folgen für die Landschaft. Der Bergbau hinterließ mächtige Abraumhalden, die Eisenverhüttung im Taff Valley Schlackehalden, für den Bau der Fabriken und Wohnhäuser wurden Steinbrüche angelegt. In den Tälern wurden Kanäle, Eisenbahnlinien und Straßen angelegt.

### Wirtschaftlicher Niedergang
Ende des 19. Jahrhunderts begann der Niedergang der Eisen- und Stahlindustrie, während der Kohlebergbau vor dem Ersten Weltkrieg seinen Höhepunkt erreichte. 1913 arbeiteten in den Valleys über 250.000 Bergleute in über 500 Kohlebergwerken. Nach dem Ersten Weltkrieg begann jedoch auch der Niedergang des Kohlebergbaus, als die Esskohle gegenüber Anthrazitkohle an Bedeutung verlor. Große Teile der britischen Wirtschaft waren nach dem Weltkrieg nicht mehr konkurrenzfähig, da man die Betriebe nicht modernisiert hatte und so verschiedene Sachen anderswo günstiger produziert werden konnten. Dazu zählten Stahl und Schiffe, aber auch Kohle. Im Kohlegeschäft kam erschwerend hinzu, dass diese nach und nach vom Erdöl ersetzt wurde. Infolgedessen gab es in den in Wales wichtigen Grundstoffindustrien eine Rezession, durch der zahlreiche Unternehmen Arbeitskräfte entlassen mussten. Es kam schließlich zum Generalstreik im Vereinigten Königreich 1926, der in Südwales insgesamt sechs Monate dauerte und erst dann von den südwalisischen Arbeitern zu schlechten Konditionen aufgegeben werden musste. Zahlreiche Bergwerke mussten geschlossen werden; diese Schließungen erfassten auch die Eisen und Stahlwerke in der Gegend. Dies führte in der Region zu hohen Arbeitslosenzahlen, teilweise von über 40 %. Besonders hoch waren die Arbeitslosenzahlen in Ferndale im Rhondda, wo 1931 96,5 % der Arbeiter arbeitslos waren, und Brynmawr nördlich von Ebbw Vale, in dem Anfang der 1930er gut 90 % der Versichertern keine Arbeit hatten. Allerdings wurde im Allgemeinen erwartet, dass sich die Wirtschaft wieder erholen würde.
Die Regierung beschränkte sich auf wenige Gegenmaßnahmen und hoffte, dass sich „die Situation plötzlich verbessern“ würde. Während Gesundheitsminister Neville Chamberlain den Umzug in andere Regionen Großbritanniens empfahl, wurde Südwales 1934 zusammen mit West Cumberland, Tyneside und Schottland zur Special (Distressed) Area (deutsch in etwa Spezielles wirtschaftliches Notlagegebiet) erklärt. Später entschied sich die Regierung zur Schaffung von  Ausbildungszentren, in denen jungen Männern und Frauen neue Fähigkeiten beigebracht wurden. Die Autorenfamilie Wiliam, zu der mit Eurwyn Wiliam auch ein Historiker gehört, bewertet diese Maßnahme als „halbherzig“ und die Ergebnisse als „mager“. Pamela Manasseh sah in ihrer Dissertation nicht, dass die Regierung die Lage in Wales hat verbessern können. Allerdings gab es zahlreiche Hilfs-Initiativen in Südwales, darunter das National Council of Social Services, der Lord Mayor of London’s Mansion House Fund und die Quäker (beispielsweise Brynmawr-Experiment).
Während des Zweiten Weltkriegs stieg durch die Kriegsproduktion noch einmal die Nachfrage nach walisischer Kohle, doch nach Kriegsende beschleunigte sich der Niedergang. 1947 verkündete die britische Regierung die Nationalisierung der britischen Kohlebergwerke im National Coal Board, während die walisische Stahlindustrie an der Küste in Port Talbot konzentriert wurde. In den folgenden Jahrzehnten nahm die Kohlenförderung kontinuierlich ab. Der Rückgang des Kohleabbaus war nach dem Zweiten Weltkrieg ein nationales Phänomen, aber Südwales und Rhondda waren in höherem Maße betroffen als andere Gebiete Britanniens. Öl hatte die Kohle als Brennstoff verdrängt und es gab politischen Druck, die Umstellung auf Öl stärker voranzutreiben. Die Industriezweige, die noch auf Kohle angewiesen waren, forderten Kohle in hoher Qualität, beispielsweise Koks, den die Stahl-Industrie benötigte. Fünfzig Prozent der Kohle aus Glamorgan ging nun an Stahlfabriken, und der zweitgrößte Marktanteil war der Verkauf an Haushalte, die nach dem Clean Air Act rauchlose Kohle (smokeless coal) benötigten. Dadurch wurden aber diese beiden Bereiche zu Kontrollelementen für den Bergbau. Als die Nachfrage in beiden Sektoren zurückging, schrumpften auch die Bergbauunternehmen und die Exporte in andere Teile von Europa (Frankreich, Italien und die Benelux-Staaten) gingen stark zurück. Von 33 % am Anfang des Jahrhunderts auf ca. 5 % 1980.
Weitere wichtige Faktoren beim Niedergang des Bergbaus waren die massiven Investitionsversäumnisse in den Minen von Süd-Wales in den vorhergehenden Jahrzehnten. Die meisten Minen waren zwischen 1850 und 1880 aufgefahren worden und daher viel kleiner als moderne Minen. Die walisischen Minen nutzten veraltete Belüftungssysteme, Kohleverarbeitung und Energieversorgung. Bereits 1945 förderte die britische Kohlenindustrie 72 % ihrer Kohle mechanisch, während in Süd-Wales der Prozentsatz bei nur 22 % lag. Die einzige Möglichkeit, das Überleben der Minen zu sichern, bestand darin, dass das National Coal Board (NCB) enorme Investitionen tätigte, aber der 'Plan for Coal', der in den 1950ern aufgestellt wurde, ging von viel zu optimistischen Zahlen für die zukünftige Nachfrage aus. In der Rezession ab 1956 ging die Nachfrage nämlich drastisch zurück und Öl wurde verstärkt auf den Markt gebracht. 1947 gab es noch 15.000 Bergleute in Rhondda, aber 1984 nur noch eine einzige Mine in Maerdy.
1966 erlebte das Dorf Aberfan im Tal des Taff eine der schlimmsten Katastrophen in der Geschichte von Wales. Eine Abraumhalde einer Mine auf dem Merthyr-Berg, die auf Quellen angelegt worden war, rutschte ab und zerstörte unter anderem die Grundschule, wobei 144 Menschen den Tod fanden, 116 davon waren Kinder (Katastrophe von Aberfan).
1979 wurde Margaret Thatcher Premierministerin des Vereinigten Königreichs. Ihre Politik (Thatcherismus) eines Marktfundamentalismus führte schnell zum Bruch mit dem Verlustgeschäft, dass das regierungseigene National Coal Board machte. 1984 und 1985, nachdem die Regierung ankündigte, dass viele Minen in ganz Großbritannien geschlossen werden sollten, gingen die Bergleute in Streik, letztlich aber ohne Erfolg. Das Versagen des Streiks führte zu einem umfassenden Rückbau der britischen Kohleindustrie im folgenden Jahrzehnt, wobei wahrscheinlich auch die Kostensteigerung und geologische Schwierigkeiten ähnliche Effekte gehabt hätten, wenngleich etwas später. 2008 wurde die letzte tiefe Kohlenmine (Tower Colliery im Cynon Valley) geschlossen. Tower war 1994 von den Bergleuten gekauft worden, als die Regierung versuchte, die Mine zu schließen.
Seit Mitte der 1980er waren die Arbeitslosenzahlen in den Valleys die höchsten Großbritanniens, was zu einem Anstieg von Drogenmissbrauch und -kriminalität führte. 2002 wurde dies zu einem nationalen Thema, als Drogengangs aus Birmingham und Bristol in den Medien Aufsehen erregten.
2002 schloss mit den Ebbw Vale Steelworks auch das letzte der großen Stahlwerke der Region.

### Aktuelle Bevölkerungsentwicklung und Arbeitsmarktsituation
Bis weit ins 20. Jahrhundert deckten sich in den Valleys der Lebensraum und der Arbeitsraum: Man war unter sich. Die Volkszählung 1966 ergab, dass nur 1 % der arbeitenden Bewohner täglich zu einem Arbeitsplatz außerhalb der Valleys pendelten. Noch geringer war der Anteil derer, die außerhalb wohnten und in den Valleys arbeiteten. Infolge des wirtschaftlichen Niedergangs ging die Bevölkerung in Rhondda und anderen Teilen der Valleys zwischen 1951 und 1971 um 20 % zurück. Heute wohnen rund 30 % der Bevölkerung von Wales in den Valleys, wobei der Anteil durch Abwanderung weiter zurückgeht. Die Bevölkerung im Gebiet ist viel weniger gemischt als in anderen Teilen des Landes. Die meisten Einwohner (mehr als 90 % in Blaenau Gwent County Borough und Merthyr Tydfil County Borough) sind in Wales geboren. Hohe Raten von Teenagerschwangerschaften sorgen dafür, dass der Bevölkerungsdurchschnitt in dem Gebiet etwas jünger ist als in Wales gesamt.
Es gibt eine ganze Reihe sozio-ökonomischer Probleme: Das Bildungsniveau in den Tälern ist gering und es gibt viele unqualifizierte Arbeiter. Viele der Einwohner leiden an langwierigen, chronischen Erkrankungen. 2006 waren nur 64 % der Bevölkerung im Arbeitsalter in den Heads of the Valleys in Arbeit, verglichen mit 69 % in den Lower Valleys und 71 % in Gesamt-Wales.
Eine relativ große Zahl der Einwohner sind in Handwerk, Gesundheitswesen und sozialen Dienstleistungen beschäftigt. Es gibt nur einen geringen Prozentsatz, der in Leitenden Funktionen oder in professionalisierten Berufen oder auch grundlegenden Gewerben beschäftigt ist, verglichen mit dem Rest des Landes. Viele Einwohner pendeln nach Cardiff, vor allem aus den Bezirken von Caerphilly, Torfaen und Rhondda Cynon Taf. Obwohl das Eisenbahnnetzwerk (Valley Lines: rail network into Cardiff) gut ausgebaut ist, verhindern Fahrpläne und Taktungen einen effektiven Pendlerverkehr über Caerphilly und Pontypridd hinaus.
Obwohl der Immobilienmarkt qualitativ nicht viel schlechter ist, als an anderen Stellen von Wales, gibt es nur geringe Varianz in den Angeboten privater Immobilien. Viele Häuser sind billige, alte Reihenhäuser (terraced houses), die in den untersten Kategorien der Kommunalsteuern (Council Tax) eingeordnet sind; nur wenige hochwertige Immobilien stehen zur Auswahl. Ein Bericht für das Welsh Assembly Government kam zu dem Ergebnis, dass die Valleys ein „kümmerliches Gebiet in Großbritannien sind, einzigartig in Großbritannien durch die Tiefe und Konzentration von Problemen.“ Das Gebiet gewinnt jedoch langsam an Attraktivität, weil die Landschaft als „stunning“ (atemberaubend) beschrieben wird und der Ausbau von Verkehrswegen, wie der A465, sowie Investitionen in Regenerations-Initiativen vorangetrieben werden.

## Kultur
Die South Wales Valleys sind für viele Waliser und Ausländer zu einem Symbol des Niedergangs geworden. Sie beherbergen jedoch auch einen großen Teil der Bevölkerung von Wales und bleiben ein wichtiges kulturelles Zentrum, trotz der zunehmenden Dominanz von Cardiff. Der erste Parlamentarier der Labour Party, Keir Hardie, wurde in diesem Gebiet gewählt und die Valleys sind weiterhin ein Zentrum der Labour Party. Die Rugby union erfreut sich großer Popularität und in den Talsohlen sieht man überall Spielfelder. Auch Fußball erfreut sich großer Beliebtheit. Ende des 19. Jahrhunderts war noch die große Mehrheit der Bevölkerung walisischsprachig. Heute jedoch ist die Hauptsprache Englisch.
Die Geographie der Valleys hat großen Einfluss auf das kulturelle Leben. Die Straßen verlaufen hauptsächlich entlang der Täler, so dass die Orte eines Tales stärker untereinander verbunden sind, als mit den Orten benachbarter Täler, selbst wenn diese geographisch näher liegen. Typisch für die Siedlungen ist die Vielzahl von einfachen Kapellen der zahlreichen nonkonformistischen Glaubensgemeinschaften. An das industrielle Zeitalter erinnern Museen, dazu der Rhondda Heritage Park und die zum Weltkulturerbe gehörende Industrielandschaft von Blaenafon.

## Verkehr

Das Valley Lines Network und angrenzende Strecken.

Die A470 von Cardiff nach Llandudno ist bis zur Kreuzung mit der A465 (Heads of the Valleys road) eine zweispurige Hauptverkehrsstraße mit direktem Anschluss von Taff’s Well, Pontypridd, Abercynon und Merthyr Tydfil. Sie verbindet auch die A4059 nach Abercynon, Aberdare und Hirwaun; die A472 von Ystrad Mynach und Pontypool, und die A4054 von Quakers Yard. Die A465 bildet auch eine strategische Verbindung für die nördlichen Valleys und eine alternative Route zwischen Südwest-Wales und den englischen Midlands. Der zweispurige Ausbau soll bis 2020 abgeschlossen sein. Stagecoach in South Wales bedient den Busverkehr in den Tälern und hat Anschluss an das Cardiff City Centre.
Viele Siedlungen werden vom Valley Lines Network bedient, dass sternförmig von Cardiff aus verläuft, und Verbindungen mit den Bahnhöfen Cardiff Queen Street und Cardiff Central, und damit zur South Wales Main Line schafft. Es gibt sechs Hauptstrecken von Cardiff in die Valleys:
- Valley Lines via Cardiff Queen Street
  - Rhondda Line (Pontypridd-Treherbert)
  - Merthyr Line (Pontypridd & Abercynon – Aberdare/Merthyr Tydfil, sowie Frachtverkehr Aberdare – Hirwaun)
  - Maesteg Line (Bridgend & Maesteg)
  - Rhymney Line (Rhymney), sowie Frachtverkehr Ystrad Mynach – Cwmbargoed.[31]
- Routes via South Wales Main Line
  - Ebbw Valley Railway (Ebbw Vale)
  - Welsh Marches Line (Abergavenny), Fortsetzung nach Nord-Wales und Nordwest-England

## Liste der Valleys in South Wales
Von West nach Ost:
- Gwendraeth Valley
- Amman Valley
- Loughor Valley (historische Grenze zwischen Carmarthenshire und Glamorgan)
- Swansea Valley
- Dulais Valley
- Vale of Neath
- Afan Valley
- Llynfi Valley
- Garw Valley
- Ogmore Valley
- Rhondda Valley
- Cynon Valley
- Aber Valley
- Ely Valley
- Taff Valley
- Taff Bargoed Valley
- Rhymney Valley (historische Grenze zwischen Glamorgan und Monmouthshire)
- Sirhowy Valley
- Ebbw Valley
- Ebbw Fach Valley
- Llwyd Valley

Weiter östlich liegen noch zwei weitere Täler, die nicht mehr zu der „South Wales Valleys Region“ gerechnet werden:
- Vale of Usk
- Wye Valley (Grenze zwischen Monmouthshire in South Wales und Gloucestershire in Südwest-England)

## Medien
Seit 2012 gibt es die TV-Serie The Valleys (TV-Serie) auf MTV, die jungen Menschen aus den Valleys folgt, bei ihrem Versuch in Cardiff Fuß zu fassen.